# Ballon d'Or 1964
De Ballon d'Or 1964 was de 9e editie van de voetbalprijs georganiseerd door het Franse tijdschrift France Football. De prijs werd gewonnen door de Schot Denis Law (Manchester United).
De jury was samengesteld uit 21 journalisten die aangesloten waren bij de volgende verenigingen van de UEFA: West-Duitsland, Oostenrijk, België, Bulgarije, Tsjecho-Slowakije, Denemarken, Spanje, Frankrijk, Griekenland, Hongarije, Engeland, Luxemburg, Italië, Nederland, Polen, Portugal, Zweden, Zwitserland, Turkije Sovjet-Unie en Joegoslavië.
De resultaten van de stemming werden gepubliceerd in editie 980 van France Football op 22 december 1964.

## Stemprocedure
Elk jurylid koos de beste vijf spelers van Europa. De speler op de eerste plaats kreeg vijf punten, de tweede keus vier punten en zo verder. Op die wijze werden 315 punten verdeeld, 105 punten was het maximale aantal punten dat een speler kon behalen (in geval van een negentienkoppige jury).

## Uitslag
| Plaats | Speler                  | Club                      | Stemmen | Stemmen | Stemmen | Stemmen | Stemmen | Stemmen | Punten |
| Plaats | Speler                  | Club                      | 1º      | 2º      | 3º      | 4º      | 5º      | Totaal  | Punten |
| ------ | ----------------------- | ------------------------- | ------- | ------- | ------- | ------- | ------- | ------- | ------ |
| 1º     | Denis Law               | Manchester United         | 6       | 6       | 2       |         | 1       | 15      | 61     |
| 2º     | Luis Suárez             | Internazionale            | 6       | 1       | 1       | 3       |         | 11      | 43     |
| 3º     | Amancio                 | Real Madrid               | 2       | 1       | 6       | 2       | 2       | 13      | 38     |
| 4º     | Eusébio                 | Benfica                   |         | 5       | 2       | 2       | 1       | 10      | 31     |
| 5º     | Paul Van Himst          | RSC Anderlecht            | 1       | 2       | 4       | 1       | 1       | 9       | 28     |
| 6º     | Jimmy Greaves           | Tottenham Hotspur         | 2       | 1       | 1       | 1       |         | 5       | 19     |
| 7º     | Mario Corso             | Internazionale            |         | 3       | 1       | 1       |         | 5       | 17     |
| 8º     | Lev Jasjin              | Dinamo Moskou             | 1       | 2       |         | 1       |         | 4       | 15     |
| 9º     | Gianni Rivera           | AC Milan                  | 1       |         | 2       | 1       | 1       | 5       | 14     |
| 10º    | Valery Voronin          | Torpedo Moskou            | 1       |         | 1       | 1       | 1       | 4       | 11     |
| 11º    | Karl-Heinz Schnellinger | Mantova / AS Roma         |         |         |         | 3       |         | 3       | 6      |
|        | Ferenc Bene             | Újpest Dózsa              |         |         |         | 1       | 4       | 5       | 6      |
| 13º    | Jean Nicolay            | Standard Luik             | 1       |         |         |         |         | 1       | 5      |
| 14º    | Helmut Haller           | Bologna                   |         |         | 1       |         | 1       | 2       | 4      |
| 15º    | José Torres             | Benfica                   |         |         |         | 1       | 1       | 2       | 3      |
| 16º    | Flórián Albert          | Ferencváros               |         |         |         | 1       |         | 1       | 2      |
|        | José Altafini           | AC Milan                  |         |         |         | 1       |         | 1       | 2      |
|        | Coen Moulijn            | Feyenoord                 |         |         |         | 1       |         | 1       | 2      |
| 19º    | Nestor Combin           | Olympique Lyon / Juventus |         |         |         |         | 1       | 1       | 1      |
|        | Giacinto Facchetti      | Internazionale            |         |         |         |         | 1       | 1       | 1      |
|        | Jef Jurion              | RSC Anderlecht            |         |         |         |         | 1       | 1       | 1      |
|        | Ole Madsen              | Hellerup                  |         |         |         |         | 1       | 1       | 1      |
|        | Sandro Mazzola          | Internazionale            |         |         |         |         | 1       | 1       | 1      |
|        | Bobby Moore             | West Ham United           |         |         |         |         | 1       | 1       | 1      |
|        | Omar Sívori             | Juventus                  |         |         |         |         | 1       | 1       | 1      |
|        | Klaus Urbanczyk         | Hallescher                |         |         |         |         | 1       | 1       | 1      |

## Trivia
- Denis Law is de enige Schot die de Ballon d'Or won.
- Ole Madsen was de eerste Deen die punten ontving voor de Ballon d'Or.

## Referentie
- Eindklassement op RSSSF

France Football:
1956 · 
1957 · 
1958 · 
1959 · 
1960 · 
1961 · 
1962 · 
1963 · 
1964 · 
1965 · 
1966 · 
1967 · 
1968 · 
1969 · 
1970 · 
1971 · 
1972 · 
1973 · 
1974 · 
1975 · 
1976 · 
1977 · 
1978 · 
1979 · 
1980 · 
1981 · 
1982 · 
1983 · 
1984 · 
1985 · 
1986 · 
1987 · 
1988 · 
1989 · 
1990 · 
1991 · 
1992 · 
1993 · 
1994 · 
1995 · 
1996 · 
1997 · 
1998 · 
1999 · 
2000 · 
2001 · 
2002 · 
2003 · 
2004 · 
2005 · 
2006 · 
2007 · 
2008 · 
2009 · 
2016 · 
2017 · 
2018 · 
2019 · 
2021 · 
2022 · 
2023 · 
2024